# Administration privée
 (février 2023).
Si vous disposez d'ouvrages ou d'articles de référence ou si vous connaissez des sites web de qualité traitant du thème abordé ici, merci de compléter l'article en donnant les références utiles à sa vérifiabilité et en les liant à la section « Notes et références ».
Administration privée est le nom que l'on donne à une organisation produisant des services non marchands (ou produisant des services marchands, mais à but non lucratif) à destination des ménages, mais qui se distingue d'une administration publique en ce qu'elle n'est pas financée par les contributions obligatoires mais par des dons ou des cotisations individuelles.